# Universal Studios
Universal Studios (včasih tudi Universal Pictures ali pa Universal City Studios) je ameriško filmsko podjetje, ki se primarno ukvarja s produkcijo in distribucijo filmov ter televizijskih programov. Je del velikega konglomerata NBC Universal. Studio je leta 1912 ustanovil Carl Laemmle in je drugi, takoj za Paramount Pictures, najstarejši filmski studio v Hollywoodu. Filmski studii so locirani na naslovu ˝100 Universal City Plaza Drive˝ v Universal Cityu v Kaliforniji, pisarne pa imajo v New York.

## Filmografija
- Seznam filmov Universal Pictures